# 釋大同
釋大同（1289年—1370年），字一雲，別號別峯，吳越上虞（今中國浙江省紹興市上虞區）人，俗姓王，父名友樵，母為陳氏，為明朝紹興寶林寺沙門。

## 生平
大同法師在母胎十個月時，一天父親白天坐在大堂上，忽然看到有一位眉毛很長的奇怪僧人手持錫仗進到家裡來。王友樵起身作揖 問道：「和尚從哪裡來？」，僧人說：「崑崙山。」話音剛落便直往室內闖，王友樵從後面直追卻不見僧人蹤影，只聞房中嬰兒的啼哭聲。王笑著說：「我的兒子豈不是那位高僧再來！」。
法師幼時聰明俊爽，讀書的領悟力很高，學習詩辭章句翩翩大有可觀，王父心中期許法師能承家學。但母親陳氏嘆道：「是子般若種也。詎俾纏溺塵勞乎！」於是命法師到會稽崇勝寺剃髮出家。後前往依止春谷法師聽講天台宗旨，盡得真髓傳授。又拜謁古懷肇和尚精研四法界觀，到錢塘參晦機熙禪師六年，再向中峰國師學習賢首宗教法，得國師付法，大同法師大喜說：「吾今始知萬法本乎一心，不識孰為禪又孰為教也。」得法後便回到寶林寺侍奉春谷和尚，春谷命法師講《雜華經》。
元朝延祐初年（1314年）入主蕭山淨土寺，次遷景德寺，後住錫清涼國師的寶林寺。至正（1341年）年間，帝賜「佛心慈濟妙辯」之號及金縷袈裟給法師。後遇到旱災，元臣忠介泰力請大同法師禱雨，法師於玄度塔下燃臂求雨，則天降大雨解除旱象。
法師一生持戒嚴僅，除了一口鉢外，沒有其他世俗物品，惟有書史五千餘卷。在明朝洪武（1369年）二年十二月，示現微疾，隔年（1370年），季春十日登座說法後，向大眾告辭回到方丈室後端坐圓寂，世壽八十二歲，僧臘六十五。荼毘 時有非常多的吉祥異相，靈骨安於竹山建塔供奉。

## 法嗣

### 師長
- 際遇春谷
- 古懷肇
- 中峰明本[4]

## 著作
- 《天柱稿》（出自《釋鑑稽古略續集》卷 2）
- 《寶林類編》（出自《釋鑑稽古略續集》卷 2）